# Altaynycteris aurora
Altaynycteris aurora — викопний вид рукокрилих, що знайдений у префектурі Алтай на півночі Синьцзяна Китай. Вид описаний по знахідці двох зубів.